# Maximilian Gerbl
Maximilian Gerbl (* 25. Juni 1995 in München, Deutschland) ist ein Schweizer Handballspieler.

## Karriere

### Im Verein
Maximilian Gerbl spielte in seiner Jugend für den RTV Basel und den TV Birsfelden. Zusätzlich durchlief er ein Jahr die Handballakademie der Füchse Berlin und spielte dort in der A-Jugend Bundesliga. Danach kehrte er nach Basel zurück. 2017 wechselte er zu den Kadetten Schaffhausen. In den Spielzeiten 2018/2019 und 2021/2022 wurde er mit den Kadetten Schweizer Meister. Ab 2022 spielte er für die in der deutschen Bundesliga antretende TSV Hannover-Burgdorf. Im Februar verließ er den Verein. Seit Mitte März steht er wieder im Kader des RTV Basel.

### In Auswahlmannschaften
Sein erstes Spiel für die Schweizer Nationalmannschaft gab er 2017 gegen Slowenien. Mit der Nationalmannschaft nahm er an der Europameisterschaft 2020 und der Weltmeisterschaft 2021 teil. An der Europameisterschaft 2024 warf er ein Tor in drei Spielen und belegte mit dem Team den 21. Rang.